# Route nationale 384
Die Route nationale 384, kurz N 384 oder RN 384 war von 1933 bis 1973 eine französische Nationalstraße, die von der N4 westlich von Saint-Dizier nach Bar-sur-Aube führte. Ihre Länge betrug 54,5 Kilometer. Sie wurde bei Saint-Dizier durch einen Flughafen unterbrochen und in diesem Zusammenhang später südöstlich vorbei zur N4 nach Saint-Dizier geführt.